# Supermarine Nanok
Supermarine Nanok là một loại tàu bay hai tầng cánh của Anh, do hãng Supermarine chế tạo.

## Quốc gia sử dụng
Đan Mạch
- Hải quân Hoàng gia Đan Mạch

## Tính năng kỹ chiến thuật (Nanok)
Dữ liệu lấy từ Supermarine Aircraft since 1914 
Đặc điểm tổng quát
- Kíp lái: 5
- Chiều dài: 50 ft 6 in (15,40 m)
- Sải cánh: 75 ft 0 in (22,86 m)
- Chiều cao: 19 ft 6 in (5,94 m)
- Diện tích cánh: 1.572 ft² (146 m²)
- Trọng lượng rỗng: 10.619 lb (4.817 kg)
- Trọng lượng có tải: 16.311 lb (7.399 kg)
- Động cơ: 3 × Armstrong Siddeley Jaguar IV, 430 hp (321 kW)  mỗi chiếc

 Hiệu suất bay 
- Vận tốc cực đại: 99 kn (113.5 mph, 183 km/h) trên mực nước biển
- Vận tốc tắt ngưỡng: 56 kn (64 mph, 103 km/h)
- Tầm bay: 557 nmi (640 mi, 1.030 km)
- Trần bay: 10.920 ft (3.328 m)
- Vận tốc lên cao: 607 ft/phút (3,1 m/s)
- Tải trên cánh: 10,4 lb/ft² (50,7 kg/m²)
- Công suất/trọng lượng: 0,079 hp/lb (130 W/kg)

Trang bị vũ khí

- Súng: 2 × súng máy.303 in (7,7 mm)
- Bom: 2 × ngư lôi 1.534 lb (700 kg)